# Túmulos de D. Pedro I e de Inês de Castro

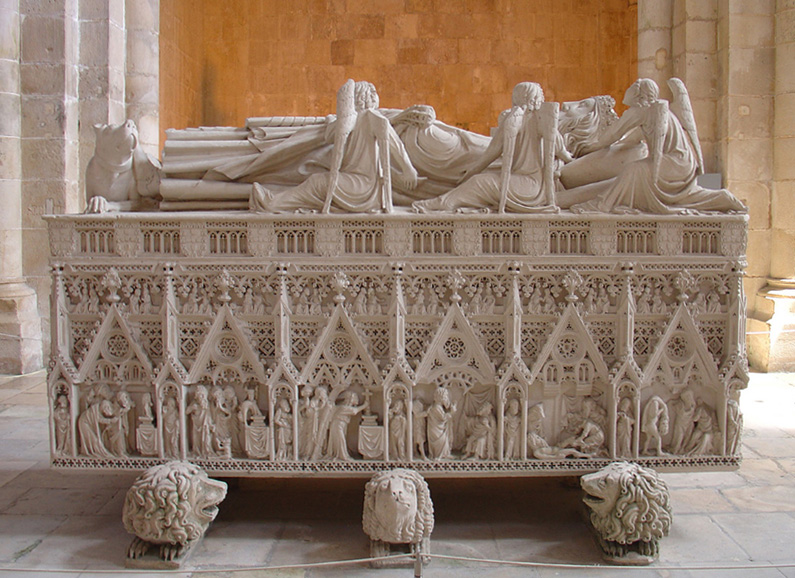
Túmulo de D. Pedro I de Portugal (Mosteiro de Alcobaça)

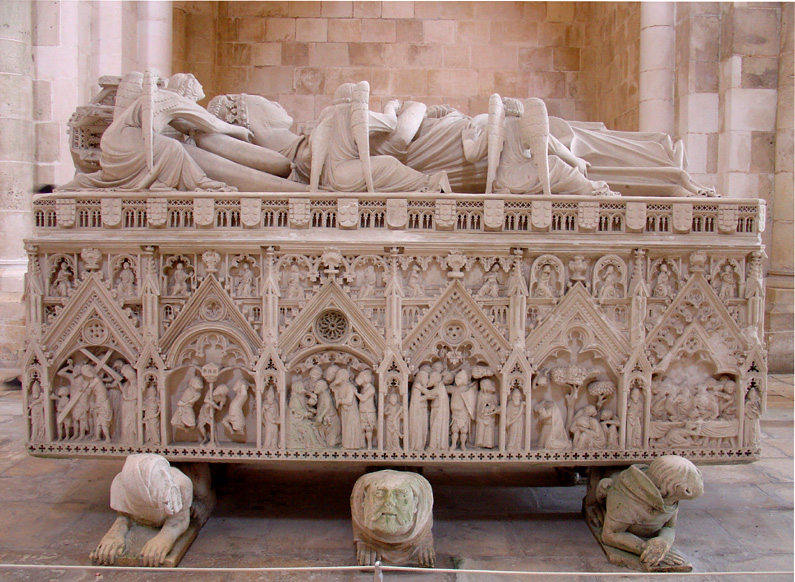
Túmulo de D. Inês de Castro (Mosteiro de Alcobaça)

Os túmulos de D. Pedro I e de D. Inês de Castro encontram-se no Mosteiro de Alcobaça. São duas verdadeiras obras-primas da escultura gótica em Portugal, cuja construção se situa entre 1358 e 1367 e de autoria desconhecida.

## Contexto histórico de construção dos túmulos
Em 1340, D. Pedro I de Portugal casa-se com a princesa castelhana D. Constança Manuel. Uma das aias que acompanhava D. Constança era Inês de Castro, por quem D. Pedro se apaixonou. Em 1348-1349, D. Constança morre e então D. Pedro assume mais abertamente o relacionamento com Inês de Castro em terras de Coimbra.
O rei D. Afonso IV (pai de D. Pedro), temia o poderio da família de Inês de Castro e da sua influência na sucessão do infante D. Fernando, filho primogénito e herdeiro de D. Pedro. No dia 7 de Janeiro de 1355, Inês de Castro, encontrando-se nos Paços de Santa Clara em Coimbra (embora a lenda diga que ela estava à beira da Fonte dos Amores, na Quinta das Lágrimas), foi assassinada por Pêro Coelho, Álvaro Gonçalves e Diogo Lopes Pacheco, a mando da coroa Portuguesa, sendo sepultada em Coimbra.
D. Pedro sobe ao trono em 1357 e uma das suas primeiras medidas foi mandar coroar Inês de Castro sua rainha (post mortem) e construir um túmulo majestoso. Em 1360, acabado o túmulo, D. Pedro I ordenou que o colocassem no braço sul do transepto do Mosteiro de Alcobaça e em seguida que trasladassem para lá o corpo de D. Inês.. D. Pedro I mandou construir um túmulo semelhante para si próprio, sendo colocado lado a lado esquerdo do de D. Inês. O rei morre em 1367 indo repousar, nessa altura, ao lado da sua amada.

## Descrição dos túmulos

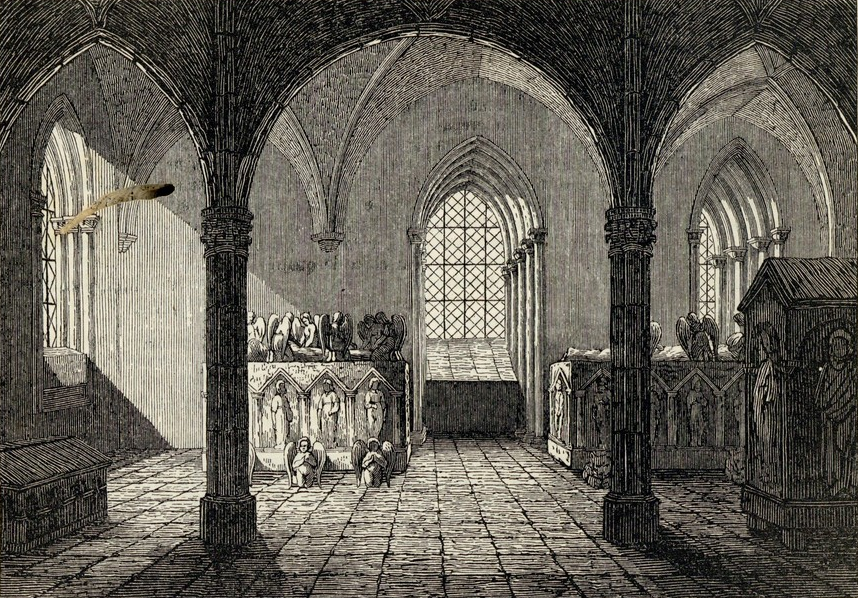
Gravura de Nogueira da Silva, mostrando a disposição dos túmulos lado a lado (c. 1862).

Os túmulos são de estilo gótico e feitos em calcário da região de Coimbra.
A localização primitiva dos túmulos era lado a lado (estando o de D. Inês do lado direito de D. Pedro, o que deveria acontecer entre marido e mulher) no transepto sul da Igreja do Mosteiro de Alcobaça. Daqui passaram para a Sala dos Túmulos. No século XX voltaram a ser colocados no transepto da Igreja, onde se encontram actualmente: frente a frente, estando o túmulo de D. Inês no braço norte do transepto e o túmulo de D. Pedro I no braço sul, de tal modo a que quando ressuscitarem se levantem e vejam um ao outro.
Nos jacentes ambas as figuras estão coroadas, de expressão tranquila e rodeadas por seis anjos que lhes ajeitam as roupagens e lhes levantam a cabeça (como que a elevá-los para o Céu). As faces dos sarcófagos estão decorados com temática heráldica (representações de brasões das respectivas famílias), bíblica, vegetalista e geométrica. Em termos escultóricos, o túmulo de D. Pedro I é considerado uma melhor obra, chegando os altos-relevos a atingir 15 cm de profundidade, enquanto no túmulo de D. Inês atingem os 10 cm.

### Túmulo de D. Inês de Castro

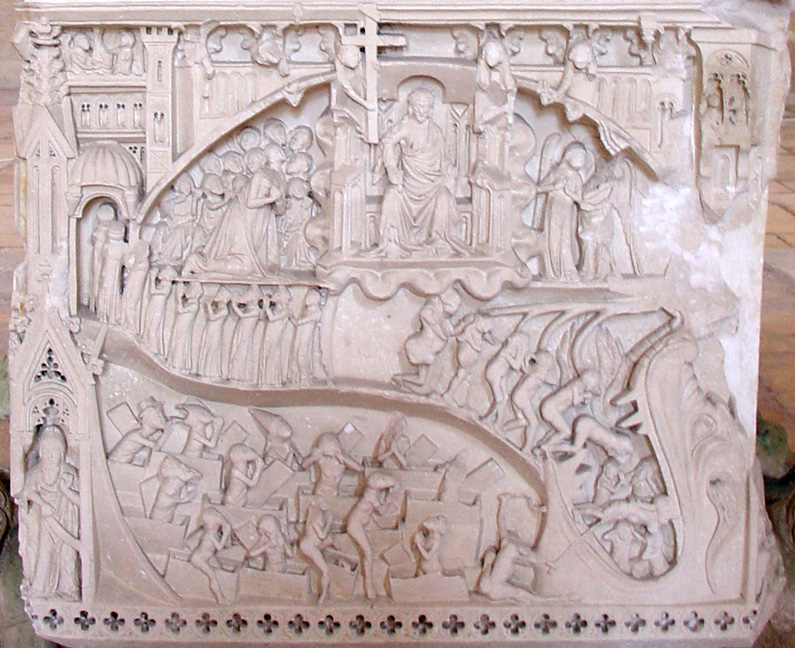
Túmulo de D. Inês de Castro - Juízo Final (Mosteiro de Alcobaça)

Inês de Castro está representada com a expressão tranquila, rodeada por anjos e coroada de rainha. A mão direita toca na ponta do colar que lhe cai do peito e a mão esquerda, enluvada, segura a outra luva.
Os temas representados no túmulo são: nos frontais, a Infância de Cristo e a Paixão de Cristo e, nos faciais, o Calvário e o Juízo Final.
Neste túmulo salienta-se um dos faciais, que representa o Juízo Final. Pensa-se que D. Pedro, com a representação desta cena dramática da religião cristã, quis mostrar a todos (inclusive a seu pai e aos assassinos) que ele e Inês tinham um lugar no Paraíso e que quem os fizera sofrer tanto podia ter a certeza que iria entrar pela bocarra de Levitão representada no canto inferior direito do facial. Podemos observar também a figura de Cristo entronizado, e a Virgem e os Apóstolos que à sua direita rezam. Em baixo estão representados os mortos que se levantam das suas sepulturas para serem julgados.

### Túmulo de D. Pedro I de Portugal
D. Pedro I está representado também com a expressão tranquila, coroado e rodeado por anjos. Segura o punho da espada na mão direita, enquanto com a esquerda agarra a bainha.
Nas faces do túmulo estão representadas: nos frontais, a Infância de S. Bartolomeu e o Martírio de S. Bartolomeu e, nos faciais, a Roda da Vida e a Roda da Fortuna e ainda a Boa Morte de D. Pedro.

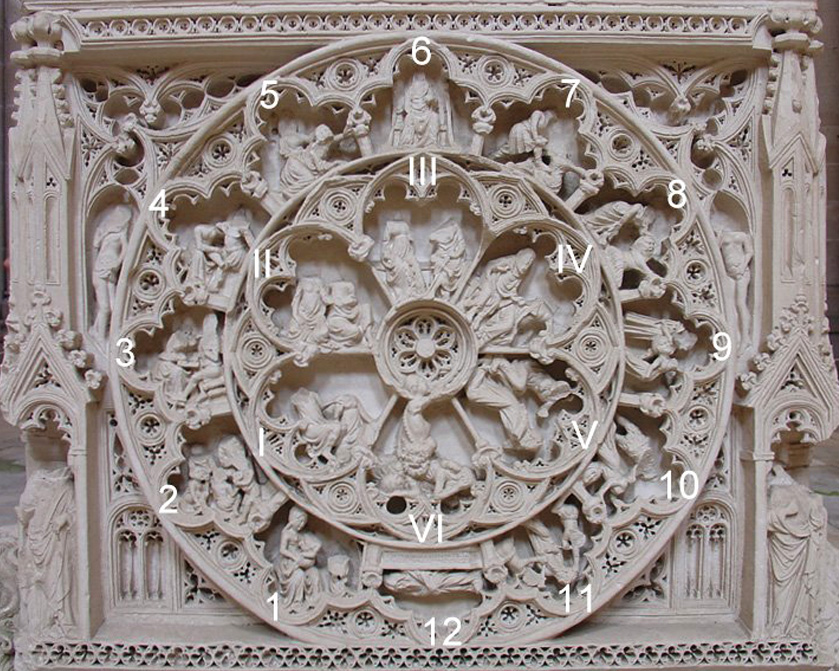
Rosácea do túmulo de D. Pedro I - Roda da Vida e Roda da Fortuna (Mosteiro de Alcobaça)

Neste túmulo destaca-se o facial da cabeceira onde está representada a Roda da Vida e a Roda da Fortuna.
Image:
A Roda da Vida possui 12 edículas com os momentos da vida amorosa e trágica de D. Pedro e de D. Inês. Na leitura das edículas (feita no sentido ascendente e da esquerda para a direita), podemos observar:
- 1  D. Inês acaricia um dos filhos;
- 2  O casal convive com os três filhos;
- 3  D. Inês e D. Pedro jogam xadrez;
- 4  Os dois amantes mostram-se em terno convívio;
- 5  D. Inês subjuga uma figura prostrada no chão;
- 6  D. Pedro sentado num grandioso trono;
- 7  D. Inês apanhada de surpresa pelos assassinos enviados pelo rei D. Afonso IV;
- 8  D. Inês desmascarando um dos seus assassinos;
- 9  Degolação de D. Inês;
- 10 D. Inês já morta;
- 11 Castigo dos assassinos de Inês;
- 12 D. Pedro I envolto numa mortalha.

Nas edículas interiores – Roda da Fortuna – podemos observar (no mesmo sentido da Roda da Vida):
- I   D. Inês sentada à esquerda de D. Pedro (por ainda não estarem casados);
- II  O casal troca de posição (D. Inês sentada à direita de D. Pedro, o que indica que já estão casados);
- III D. Pedro e D. Inês sentados lado a lado parecendo um retrato oficial;
- IV  D. Afonso IV a expulsar (por apontar do dedo) Inês do reino;
- V   D. Inês repele um homem que parece ser de novo D. Afonso IV;
- VI  D. Pedro e D. Inês prostrados no chão subjugados pela figura híbrida da Fortuna que segura com as mãos a roda.

## Problemática da autoria dos túmulos
A autoria dos túmulos continua desconhecida, embora surjam em geral duas propostas: uma atribuindo-os a artistas estrangeiros (nomeadamente franceses), outra sugerindo que resultam da evolução da escultura tumular portuguesa.